# Dalbergia odorifera
Dalbergia odorifera (en chino, 降香黄檀; pinyin, jiàngxiāng huángtán; literalmente, ‘drooping fragrant dalbergia’) es una especie de legumbre en la familia Fabaceae.

## Descripción
Se trata de un árbol de tamaño pequeño o mediano, que alcanza los 10-15 metros de alto. Es endémica de China y se produce en Fujian, Hainan, Zhejiang, y Guangdong.

## Propiedades
Se utiliza como un producto por su madera y en la medicina tradicional. Esta madera valiosa es conocida en China como huali amarilla. La mayoría de los muebles de mayor calidad del Ming y principios de la dinastía Qing eran de Huali, ahora conocida como Huanghuali, para distinguirla de la madera popular moderna llamada xinhuali
Cuatro compuestos aislados de la raíz de esta planta han demostrado en un laboratorio que pueden tener propiedades antioxidantes.
Está amenazado por la sobreexplotación.

## Taxonomía
Dalbergia odorifera fue descrita por Tê Chao Chen y publicado en Acta Phytotaxonomica Sinica 8(4): 351–352. 1963.
Sinonimia
- Dalbergia hainanensis auct. non Merr. & Chun[7]